# Paix carthaginoise
Une paix carthaginoise est l'imposition d'une « paix » très brutale consistant à écraser complètement l'ennemi. Cette expression a pour origine la paix imposée à Carthage par Rome. Après la deuxième guerre punique, Carthage ayant perdu toutes ses colonies, a été contraint de démilitariser, de payer un tribut constant à Rome et ne pouvait pas entrer en guerre sans la permission de Rome. À la fin de la troisième guerre punique, les Romains ont méthodiquement incendié Carthage et réduit à l'esclavage sa population.

## Origine
Cette expression se réfère à l'issue d'une série de guerres entre la Rome antique et la cité phénicienne de Carthage, communément nommées « les guerres puniques ». Les deux empires se sont affrontés lors de trois guerres distinctes de 264 av. J.-C. à 146 av. J.-C.

### Après la première guerre punique
À l'issue de la première guerre punique, un traité est conclu. Carthage paie d'importantes réparations et la Sicile est annexée en tant que province romaine.

### Après la deuxième guerre punique
De nouvelles conditions de paix sont imposées à Carthage en 201, plus dures encore que les précédentes :
- abandon de l'Espagne et des Baléares ;
- cession de sa flotte, sauf 10 navires ;
- paiement d'une indemnité de 10 000 talents, sur 50 ans ;
- interdiction de toute action militaire sans l'assentiment de Rome.

### Après la troisième guerre punique
À la fin de la troisième guerre punique, les Romains assiégèrent Carthage. Quand ils prirent la ville, ils tuèrent la plupart des habitants, vendirent le reste en esclavage, et détruisirent toute la ville. Certaines sources modernes disent qu'ils ont appliqué une politique de la terre brûlée en labourant le sol de toute la ville et en y semant  du sel, mais ces affirmations ne sont pas soutenues par des sources antiques.
Par extension, l'expression « paix carthaginoise » s'applique pour tout traité de paix brutale imposant une soumission totale de la partie vaincue.

## Usage moderne
L'utilisation moderne du terme est souvent étendue à tout accord de paix (voire tout accord politique ou économique entre plusieurs pays) dans lequel les conditions imposées sont trop sévères et conçues pour perpétuer l'infériorité du perdant. Ainsi, des intellectuels tels que l'économiste John Maynard Keynes  ont considéré le traité de Versailles signé au terme de la Première Guerre mondiale comme étant une « paix carthaginoise ». De même, Le plan Morgenthau prévu après la Seconde Guerre mondiale pourrait être décrit comme une paix carthaginoise du fait qu'il a préconisé la « pastoralisation » (désindustrialisation) de l'Allemagne après sa défaite en 1945. Le plan Morgenthau fut abandonné en faveur du Plan Marshall (1948-1952).
Le général Lucius D. Clay, représentant du général Dwight D. Eisenhower et qui fut en 1945 gouverneur militaire de la zone d'Occupation en Allemagne, fit ultérieurement la remarque suivante concernant la directive d'occupation « JCS 1067 » (Joint Chiefs of Staff 1067) guidant ses actes et ceux du Général Eisenhower en Allemagne occupée : « Il n'y avait aucun doute que le JCS 1067 envisageait la paix carthaginoise qui domina nos opérations en Allemagne pendant les premiers mois de l'occupation. C'était pendant que les États-Unis suivaient le plan Morgenthau. ».